# Jacopo Peri

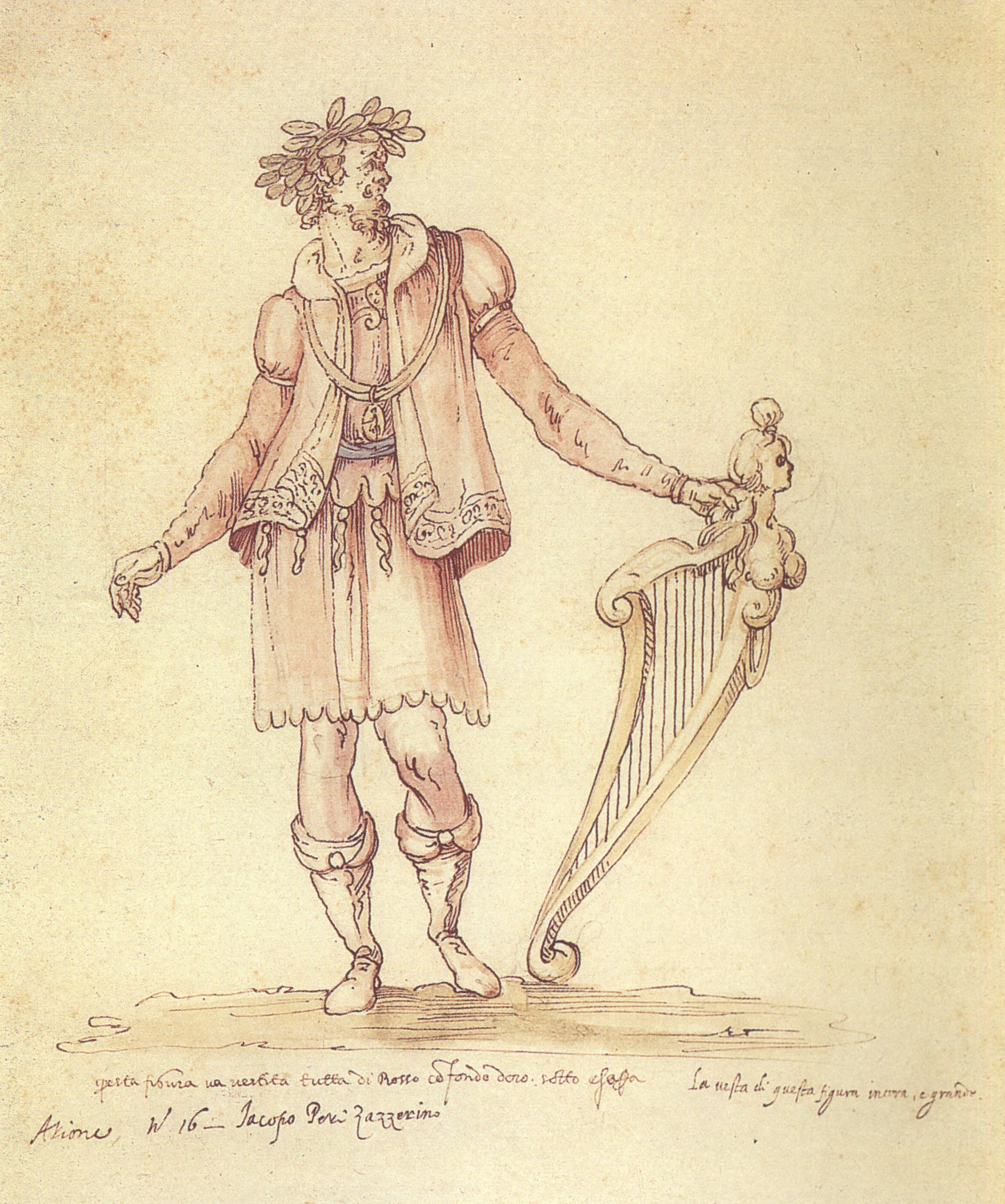
Jacopo Peri.

Jacopo Peri, född 20 augusti 1561, död 12 augusti 1633, var en italiensk barockkompositör och sångare, ofta kallad operans fader, för han skrev det första verk som idag klassificeras som opera, Dafne (omkring 1597), och även det äldsta bevarade operaverket, Euridice (1600).

## Biografi
Jacopo Peri föddes förmodligen i Rom, men studerade i Florens för  Cristofano Malvezzi, varefter han hade tjänst vid ett flertal kyrkor där. Florens var renässansens viktigaste centrum, där konsten och vetenskapen upplevde en enorm blomstring. Med tiden blev Peri anställd i Medicis hov, först som tenor och klaverspelare, och senare som kompositör. Hans första verk var tillfällighetsmusik för lustspel och madrigaler.
Vid 1590-talet kom han i kontakt med Jacopo Corsi, som var Florens störste beskyddare av musiklivet. De kom överens om att den samtida musiken var oförenlig med den klassicismens estetik, och beslutade sig för att återskapa den grekiska tragedin som de förstod den. De anknöt till den florentinska cameratans musik, monodi, och basso continuo som så småningom övergick till recitativ och arior. Corsi och Peri anlitade Ottavio Rinuccini för texten, men resultatet, Daphne, anses inte vara det grekiska dramat troget. I stället skapade de en ny genre, opera.
Peri samarbetade med Rinuccini även i Euridice. Den framfördes första gången 6 oktober 1600, och har till skillnad från Daphne bevarats till eftervärlden. Euridice är till och med den äldsta bevarade operan. Däremot sätts den mycket sällan upp, och när så sker är det mest som en historisk kuriositet. Operan i fråga utvecklar recitativen till att hjälpa arior och körpartier att bära fram berättelsen. Euridice sattes upp på Drottningholmsteatern 1997 i regi av Karl Dunér.
Peri skrev flera andra verk, såväl operor som lustspel, och samarbetade med flera kompositörer. Trots det sätts sällan något av dessa verk upp längre. Redan under sin samtid fick han erfara att han var omodern vid jämförelse med till exempel Claudio Monteverdi. Som inspiratör för dessa yngre kompositörer var emellertid Peri alltjämt aktuell, som en av de pådrivande till den så kallade Florentinska musikreformen.